# 小行星2978
小行星2978（2978 Roudebush）是一颗围绕太阳公转的小行星。1978年9月26日，哈佛天文台在哈佛大学天文台发现了此天体。
該小行星以天文管理員蘇珊·羅德布什（Susan Roudebush）命名。
这颗小行星的绝对星等为5.571730420303735等。